# I Want Out
Singles de Helloween
Dr. Stein
(1988) Kids of the Century
(1991)
I Want Out est une chanson de l'album Keeper of the Seven Keys Part 2 du groupe de Heavy metal Allemand Helloween, qui sortit en tant que single en 1988.
Elle a été écrite par Kai Hansen, qui confirma dans une interview, que c'était un indice de sa volonté de "sortir" (to want out : vouloir sortir) du groupe. Musicalement parlant, la chanson est caractérisée par une introduction reconnaissable à la hauteur du chant dans le refrain qui est la signature de Michael Kiske. On peut aussi remarquer un début d'influence punk (particulièrement dans les paroles rebelles) par rapport aux autres chansons d'Helloween, ou du travail de Hansen après Helloween.
C'est l'une des chansons d'Helloween les plus reconnaissables, et elle est souvent jouée en live par Helloween et par le groupe actuel de Hansen : Gamma Ray. De nombreux groupes ont fait une reprise de la chanson, notamment Hammerfall et Sonata Arctica.

## Liste des titres
1. I Want Out - 4:39
2. Save Us - 5:12
3. Don't Run for Cover - 4:45

## Reprise d'HammerFall
Singles de HammerFall
Heeding the Call
(1998)
I Want Out fut délivrée en tant que reprise-single par le groupe de metal Suédois Hammerfall, le 31 août 1999. On peut remarquer l'apparition de Kai Hansen comme guitariste, chanteur soliste (avec le chanteur de Hammerfall : Joacim Cans) et au clavier. 

### Liste des titres
| No | Titre                      | Auteur                                       | Durée |
| -- | -------------------------- | -------------------------------------------- | ----- |
| 1. | I Want Out                 | Kai Hansen                                   | 4:37  |
| 2. | At the End of the Rainbow  | Joacim Cans, Oscar Dronjak, Jesper Strömblad | 4:09  |
| 3. | Man on the Silver Mountain | Ronnie James Dio, Ritchie Blackmore          | 3:25  |

### Composition du groupe
I Want Out:
- Joacim Cans - Chant
- Kai Hansen - Chant, Guitare, Clavier
- Stefan Elmgren - Guitare
- Magnus Rosén - Basse
- Patrik Räfling - Batterie
- Udo Dirkschneider - Chœurs

At The End of the Rainbow:
- Joacim Cans - Chant
- Stefan Elmgren - Guitare
- Oscar Dronjak - Guitare Rythmique
- Magnus Rosén - Basse
- Patrik Räfling - Batterie
- William J. Tsamis - Guitare soliste

Man On the Silver Mountain:
- Joacim Cans - Chant
- Stefan Elmgren - Guitare
- Oscar Dronjak - Guitare Rythmique
- Magnus Rosén - Basse
- Patrik Räfling - Batterie
- Kai Hansen - Chœurs

## Autres reprises
- En 2000, Sonata Arctica a sorti une  reprise de I Want Out sur leur EP Successor, et sur l'album de reprise d'Helloween  The Keepers of Jericho - Part I. Ils la reprirent une fois de plus en 2003 sur leur album Takatalvi. Le groupe de power metal italien Skylark reprit aussi la chanson, dans le même album de reprise, avec des voix féminines, et cette version est largement reconnue comme la plus proche du chant de Kiske existante.
- Eddy Antonini, de Skylark, a aussi fait une reprise de cette chanson avec quelques musiciens invités dans son album solo When Water Became Ice.
- Gamma Ray a aussi repris la chanson (Gamma Ray est dirigé par Kai Hansen, auteur originel de la chanson lorsqu'il faisait partie d'Helloween).
- En 2006 le groupe australien LORD joua la chanson en live au Metro Theater de Sydney.
- Un groupe de power metal espagnol, Avalanch, en a fait une reprise concert sur leur album Días De Gloria.
- Le groupe de power metal australien Winterstorm joua cette chanson sur leur « démo-annonce » : ...begun et continue de la jouer dans divers concerts.

## Crédits
- Michael Kiske - Chant
- Kai Hansen - guitares rythmiques et solistes
- Michael Weikath - guitares rythmiques et solistes
- Markus Grosskopf - basse
- Ingo Schwichtenberg - batterie